# Methylchloorformiaat
Methylchloorformiaat is een giftige chloorhoudende organische verbinding met de brutoformule C2H3ClO2.

## Synthese
Methylchloorformiaat ontstaat uit de reactie van fosgeen met methanol, waarbij waterstofchloride wordt vrijgezet:
Dit is vergelijkbaar met de synthese van ethylchloorformiaat uit fosgeen en ethanol.
Als oplosmiddel voor de reactie kan methylchloorformiaat zelf fungeren.

## Toepassingen
Methylchloorformiaat is, zoals ethylchloorformiaat, een tussenproduct bij de synthese van andere verbindingen van uiteenlopende aard: carbonaten, carbamaten, kleurstoffen, farmaceutische stoffen, herbiciden en insecticiden.

## Toxicologie en veiligheid
Methylchloorformiaat is een vluchtige, licht ontvlambare, gele tot kleurloze vloeistof met een stekende geur. De damp is 3,26 keer zwaarder dan lucht. De damp kan met lucht een explosief mengsel vormen. In water valt het uiteen in methanol, waterstofchloride en koolstofdioxide. Met waterdamp verloopt deze hydrolyse hevig. Bij verhitting ontbindt de verbinding waarbij giftige stoffen vrijkomen zoals waterstofchloride, fosgeen en chloor.
Het is een corrosieve stof die vele metalen aantast, vooral in een vochtige atmosfeer.
Methylchloorformiaat is zeer giftig bij inademen of inslikken. Het is een corrosieve stof voor de huid.